# Keleti Béla (filmproducer)
Keleti Béla (Budapest, 1897. augusztus 2. – ?, 1945. április 2.) magyar filmproducer és filmvállalat-tulajdonos.

## Élete
Keleti Károly kereskedő és Schwartz Mária fia. Jogi végzettséget szerzett és a Magyar Tisztviselők Takarékpénztár Rt. cégvezetőjeként működött. 1929-től a józsefvárosi Omnia filmszínház vezetője lett, majd 1930-tól a Kovács Emil és Társa cégbe szállt be tőkével, hogy elkészülhessen a Hyppolit, a lakáj című magyar filmvígjáték. 1935 és 1937 között Brüll Aladárral közös filmcége volt, a Keleti Film Kft. 
A holokauszt áldozata lett.
Első felesége László Anna volt, akit 1923. május 1-jén a Józsefvárosban vett feleségül. 1928-ban elváltak. Ugyanazon év december 2-án a Terézvárosban Brüll Mária lett a felesége.

## Filmjei
- Hyppolit, a lakáj (1931)
- Egy éj Velencében (1934)
- Barátságos arcot kérek! (1936)
- Szenzáció! (1936)